# Thái Hòa (phường)
Thái Hòa là một phường thuộc thành phố Tân Uyên, tỉnh Bình Dương, Việt Nam.

## Địa lý
Phường Thái Hòa có vị trí địa lý:
- Phía đông giáp phường Thạnh Phước và xã Thạnh Hội
- Phía tây giáp thành phố Thuận An và phường Tân Phước Khánh
- Phía nam giáp tỉnh Đồng Nai và thành phố Dĩ An
- Phía bắc giáp phường Khánh Bình.

Phường Thái Hòa có diện tích 11,38 km², dân số năm 2021 là 63.163 người, mật độ dân số đạt 5.551 người/km².

## Lịch sử
Trước đây, Thái Hòa là một xã thuộc huyện Tân Uyên, tỉnh Bình Dương.
Ngày 11 tháng 8 năm 2009, Chính phủ ban hành Nghị quyết số 36/NQ-CP. Theo đó, thành lập thị trấn Thái Hòa trên cơ sở toàn bộ diện tích và dân số của xã Thái Hòa.
Sau khi thành lập, thị trấn Thái Hòa có 1.143,39 ha diện tích tự nhiên, dân số là 17.571 người.
Ngày 29 tháng 12 năm 2013, Chính phủ ban hành Nghị quyết số 136/NQ-CP về việc thành lập hai thị xã Bến Cát và Tân Uyên thuộc tỉnh Bình Dương. Theo đó, thành lập phường Thái Hòa thuộc thị xã Tân Uyên trên cơ sở toàn bộ diện tích và dân số của thị trấn Thái Hòa.
Sau khi thành lập, phường Thái Hòa có 1.143,39 ha diện tích tự nhiên, dân số là 29.693 người.

## Hành chính
Phường Thái Hòa được chia thành 8 khu phố: An Thành, Ba Đình, Mỹ Hiệp, Phước Hải, Phước Thái, Tân Ba, Tân Mỹ, Vĩnh Phước.

## Giao thông
Tuyến đường chính trên địa bàn phường là tuyến đường DT 747B từ Thủ Dầu Một đi Biên Hòa.

## Kinh tế - xã hội

### Xã hội

#### Giáo dục
Phường Thái Hòa có các trường: 
- Trường TH Thái Hòa
- Trường THCS Thái Hòa
- Trường THPT Thái Hòa.